# Musée Goya

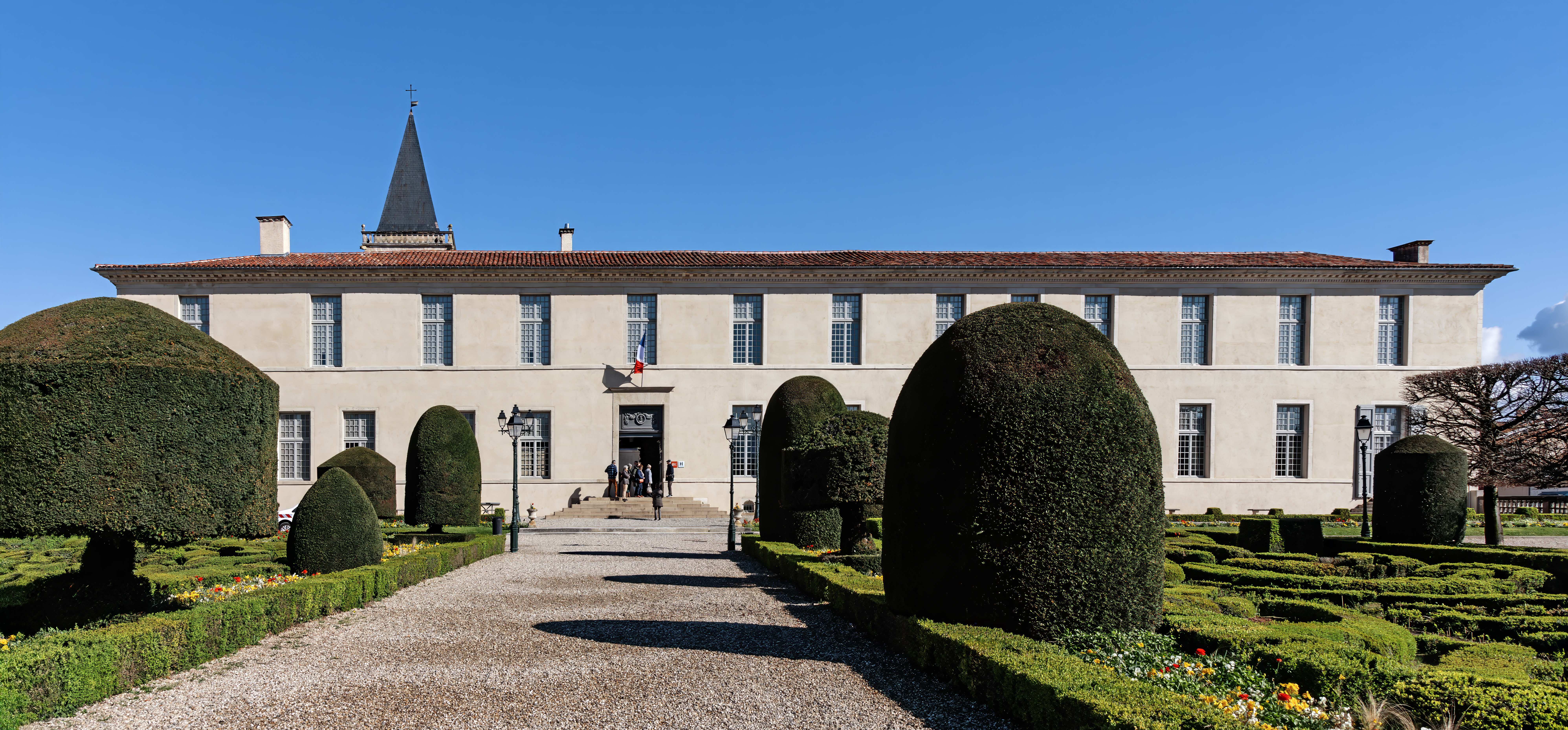
Musée Goya, Gartenseite

Das Musée Goya (auch Musée Goya – musée d’art hispanique) ist ein Kunstmuseum in der südfranzösischen Stadt Castres. Es befindet sich im ehemaligen Bischofspalast aus dem 17. Jahrhundert. Ein Schwerpunkt der Sammlungen sind Kunstwerke aus Spanien.

## Geschichte
Das 1840 begründete Museum befindet sich im ehemaligen Bischofspalast der Stadt Castres. Das Gebäude stammt aus dem 17. Jahrhundert und wurde nach Entwürfen des Architekten Jules Hardouin-Mansart errichtet. Zunächst war es ein Museum mit vielfältigen Sammlungen von Gemälden über Exponaten der Zoologie bis zur Mineralogie. Dies änderte sich 1894, als die Stadt die Stiftung von Pierre Briguiboul erhielt. Er überließ dem Museum die Sammlungen seines Vaters Marcel Briguiboul, der selbst Maler war und mehrere spanische Gemälde besaß. Hierzu gehörten unter anderem drei Gemälde von Francisco de Goya, dessen Namen das Museum später übernahm. Vor allem nach dem Zweiten Weltkrieg spezialisierte sich das Museum auf Kunst aus Spanien, kaufte teilweise mit Mitteln des Fonds Régional d’Acquisition pour les Musées Kunstwerke an und erhielt bedeutende Leihgaben aus staatlichen Museen wie dem Pariser Musée Picasso, dem Musée national du Moyen Âge und dem Louvre. Seit 1982 verfügt das Museum über eine kunstgeschichtliche Fachbibliothek im Turm des ehemaligen Bischofspalastes. Das Museum zeigt neben der ständigen Sammlung regelmäßig Wechselausstellungen und bietet zahlreiche Bildungsprogramme für Erwachsene und Kinder an.

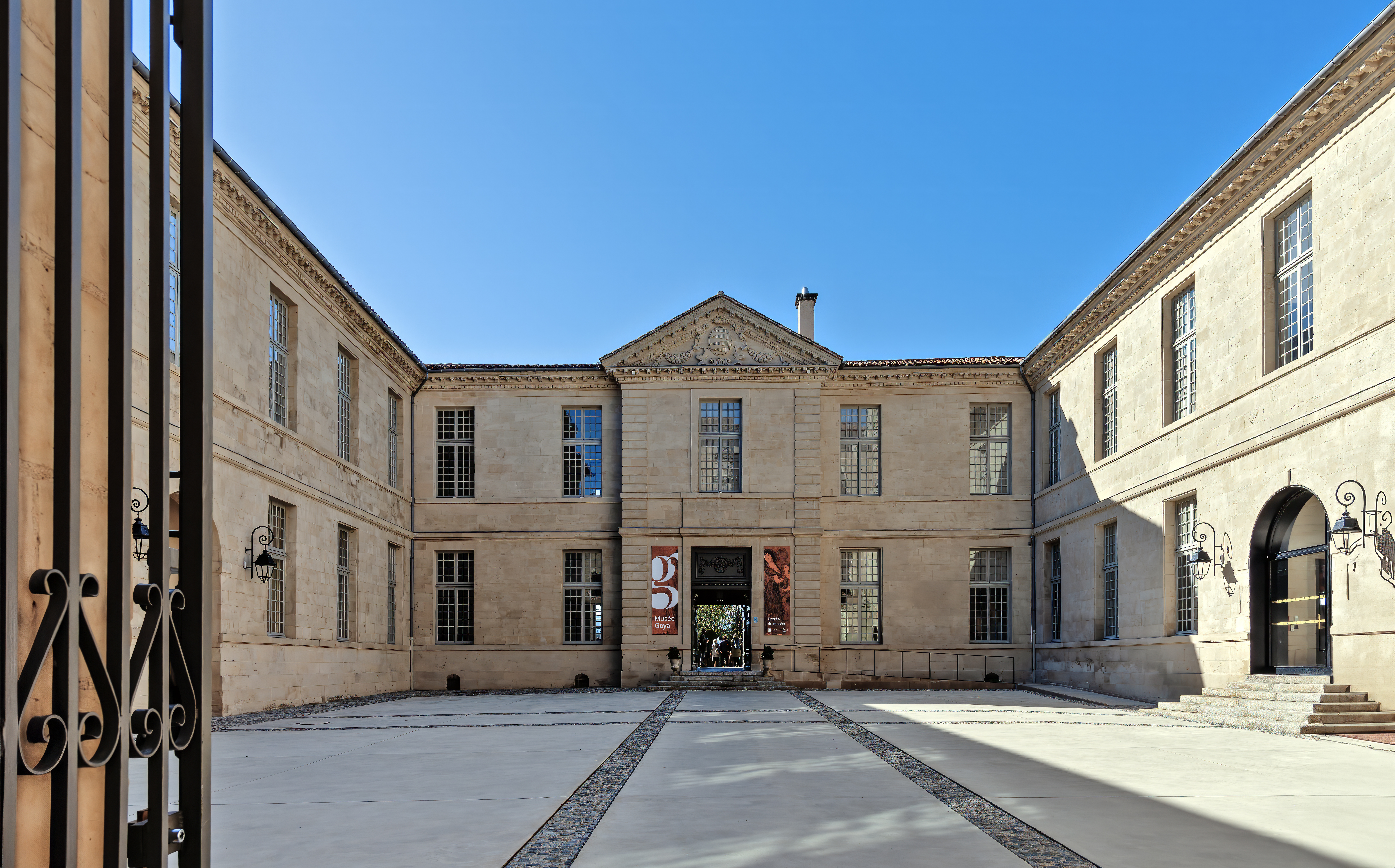
Innenhof des Bischofspalastes mit Museumseingang
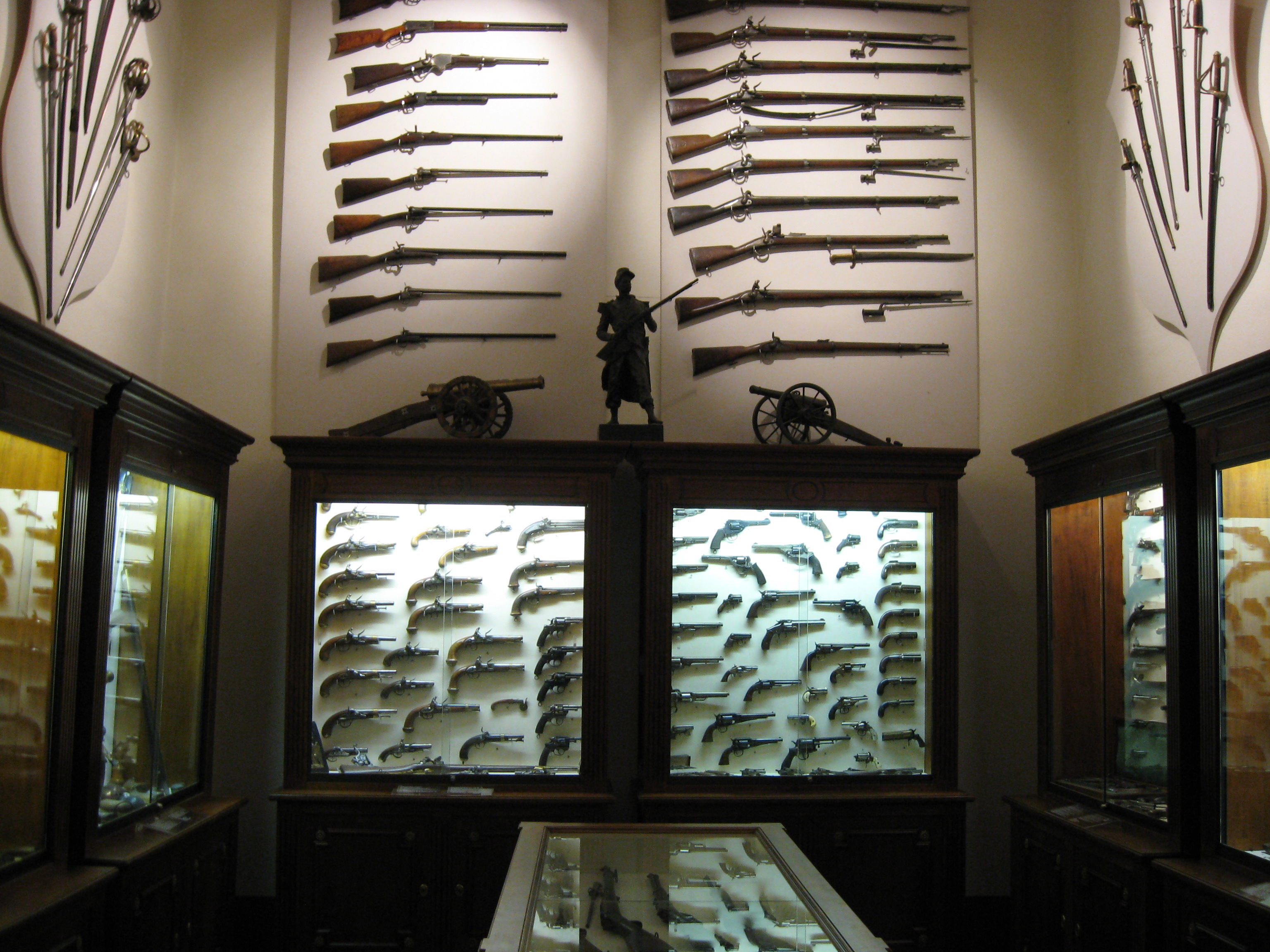
Waffensammlung im Museum
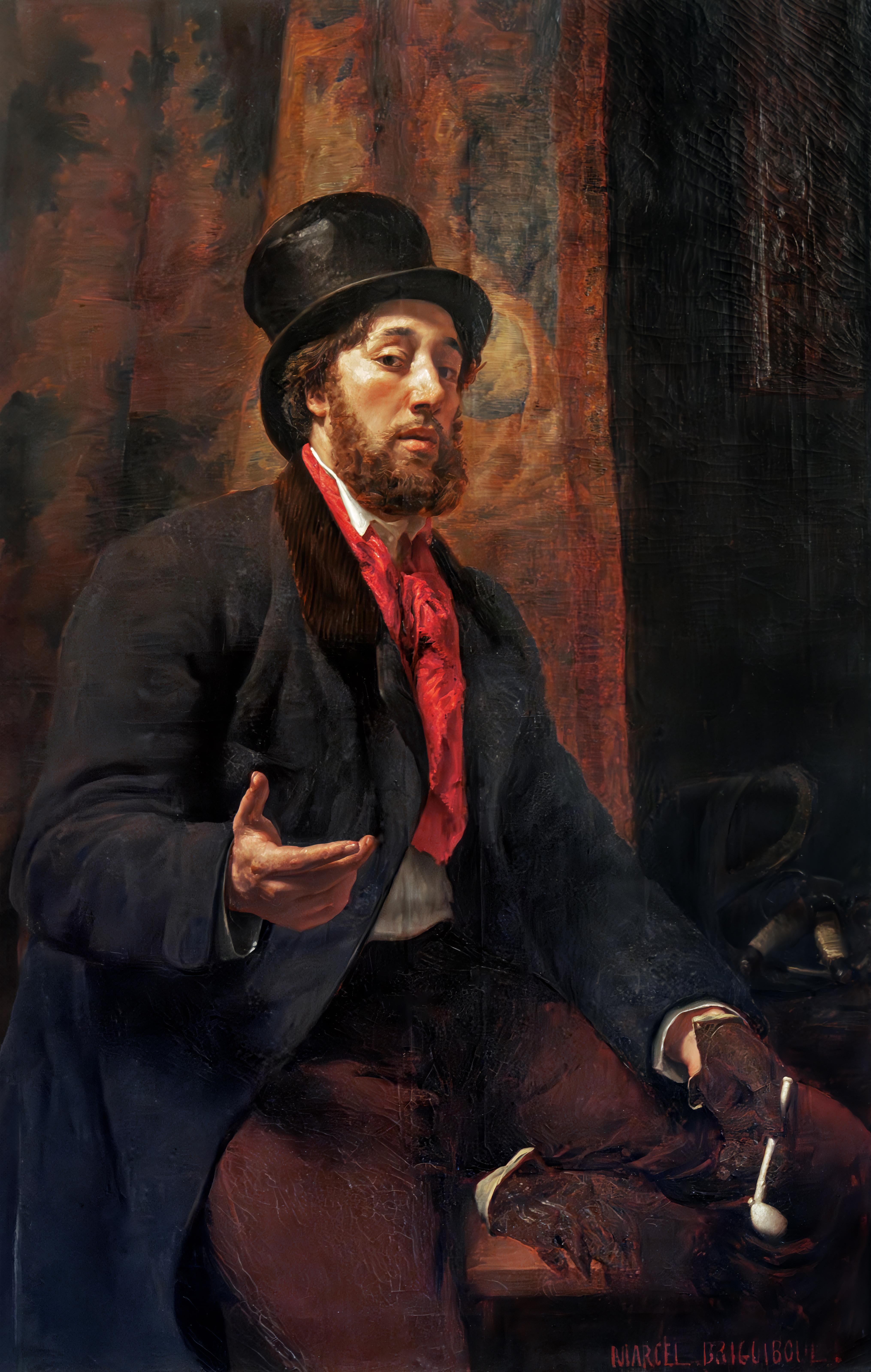
Marcel Briguiboul: Selbstbildnis mit Pfeife
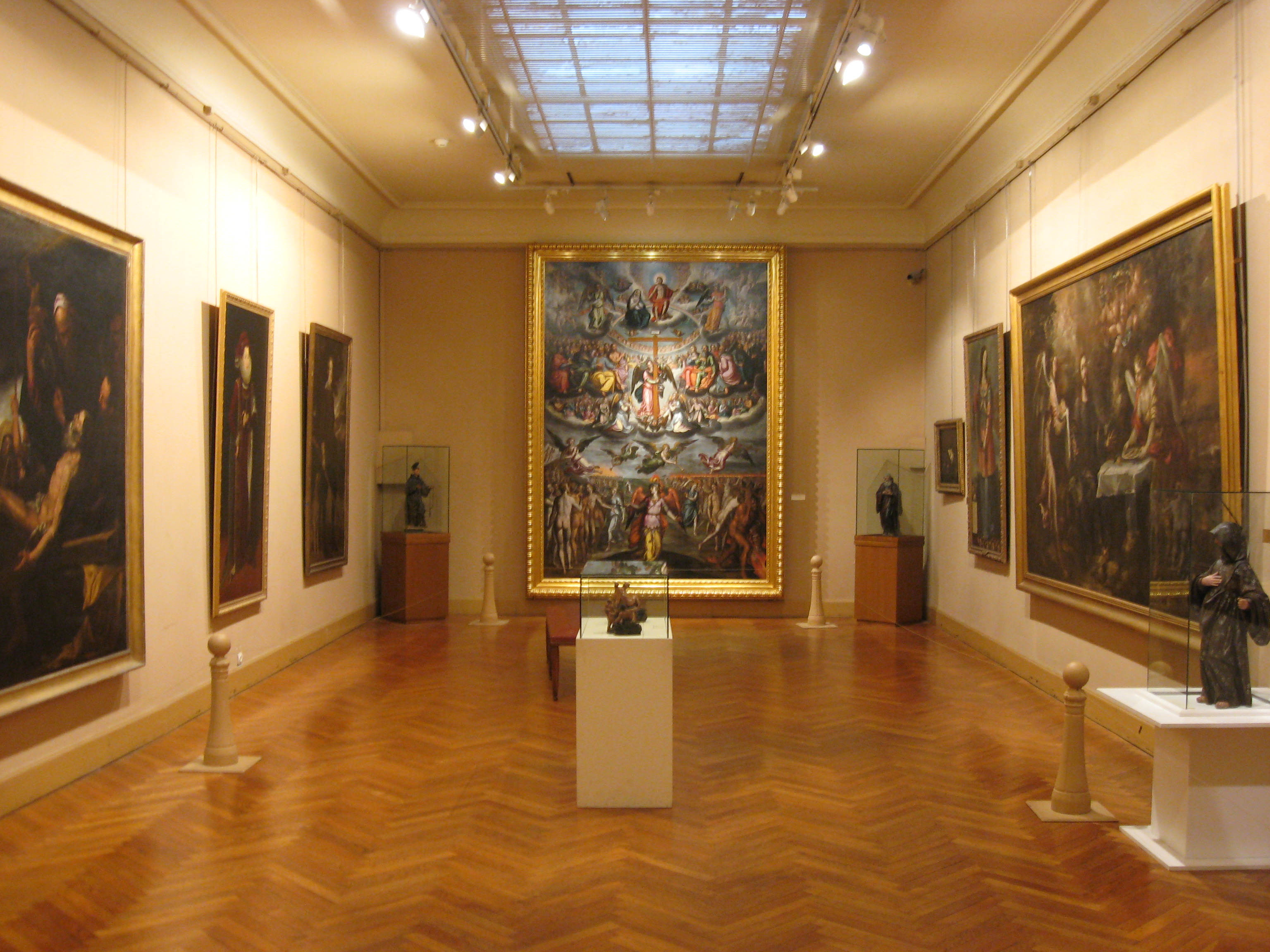
Galerieraum, in der Bildmitte Francisco Pacheco: Das jüngste Gericht

## Sammlungen
Die Sammlungen des Museums sind seit der Gründung breit gefächert. So finden sich heute alte Möbel, Wandteppiche, historische Waffen und eine Münzsammlung im Museum. Den Schwerpunkt der Sammlung bilden hingegen Kunstwerke aus Spanien, aber auch Werke französischer Künstler sind im Museum zu finden. Durch die Stiftung Briguiboul erhielt das Museum 1894 unter anderen die Gemälde Junta de la Compañía de Filipinas, Bildnis Francisco del Mazo und Selbstporträt mit Brille von Francisco de Goya. Später kamen bedeutende druckgrafische Serien des Künstlers hinzu, sodass die Umbenennung des Museums in Musée Goya – musée d’art hispanique erfolgte. Weitere bedeutende Werke gelangten 1949 als Dauerleihgaben aus dem Louvre ins Museum. Dazu gehören die Gemälde Die Jungfrau mit dem Rosenkranz von Bartolomé Esteban Murillo und das Porträtbild Philipp IV. als Jäger aus der Werkstatt von Diego Velázquez. Weitere Arbeiten des spanischen Barock in der Sammlung sind die Bilder Die Kinder des Grafen de Casa Flórez von Vicente López Portaña, Mariä Heimsuchung und Hochzeit Marias von Alonso Cano, Verklärung des Herrn am Berg Tabor von Juan Rexach, Christus in der Wüste von Engeln bedient von Francisco Pacheco del Río und Das Martyrium des Hl. Sebastian von Sebastián Muñoz. Aus dem 19. Jahrhundert gibt es im Museum die Werke Frauenbildnis und Porträt Seniora de Scott von Federico de Madrazo y Kuntz, Les Cigarrales von Aureliano de Beruete und das Porträt Jacques Seligmann von Joaquín Sorolla. Ein Beispiel für die spanische Malerei des 20. Jahrhunderts ist das Bild Buste d’homme écrivant von Pablo Picasso, ein Spätwerk des Künstlers aus dem Jahr 1971.
Bei den Werken französischer Maler im Museum finden sich mehrfach Bezüge zu Spanien. So zeigt Alfred Dehodencq in Combat de Novillos eine Stierkampfszene und Jacques-Émile Blanche in La Guerre d’Espagne ein Motiv aus dem Spanischen Bürgerkrieg. Hinzu kommen Bilder wie Jeune femme faisant la charité à l’entrée de la chapelle de l’hôpital San Sebastian à Cordoue – eine Straßenszene aus Cordoba – von Léon Bonnat, das Gruppenbildnis La Famille du peintre Del Mazo von Théodore Géricault oder Jeune Mendiant von Henri Fantin-Latour, der für dieses Bild ein Werk von Bartolomé Esteban Murillo zum Vorbild nahm. Darüber hinaus zeigt das Museum Skulpturen aus Frankreich und Spanien.

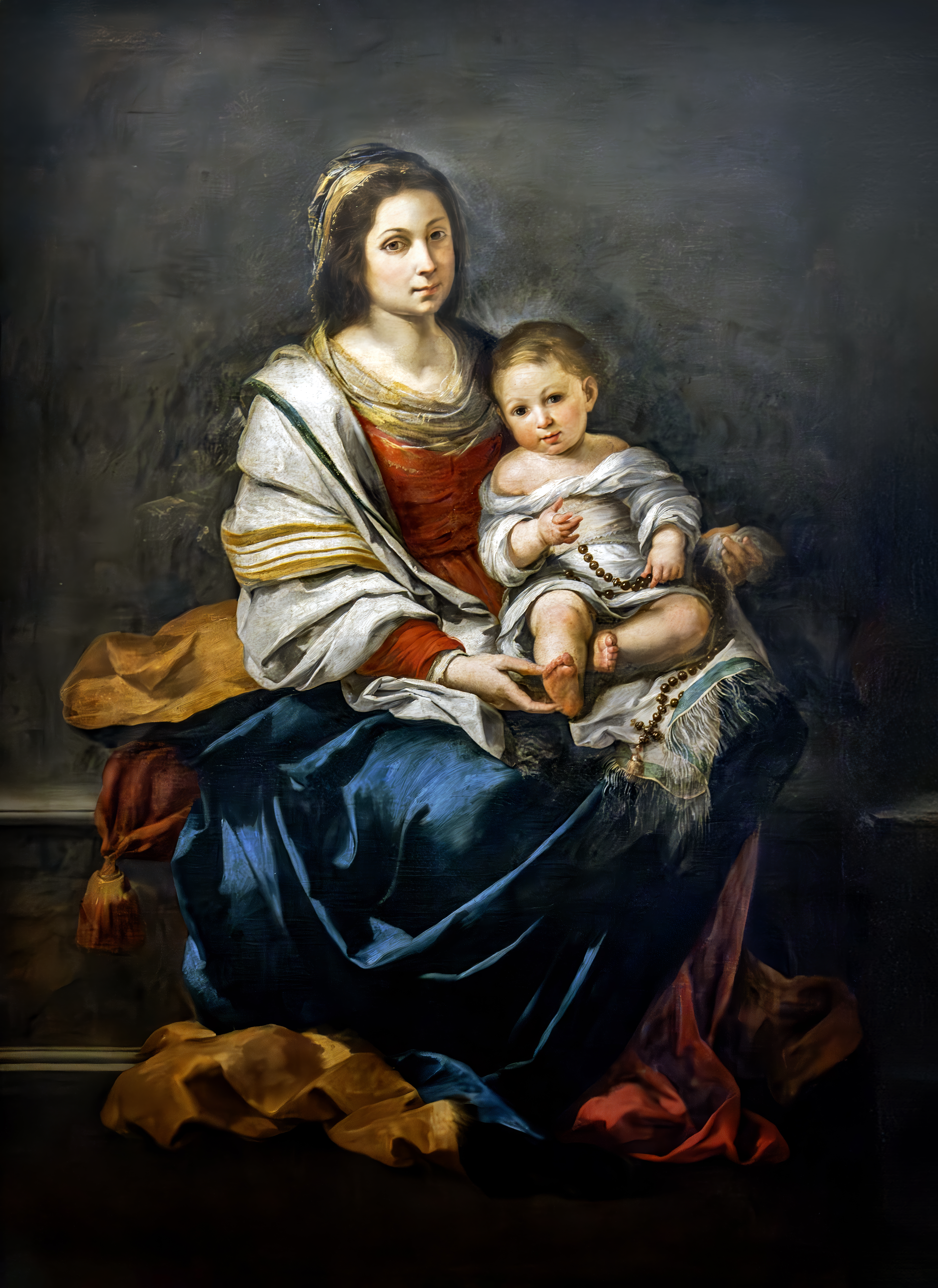
Bartolomé Esteban Murillo: Die Jungfrau mit dem Rosenkranz
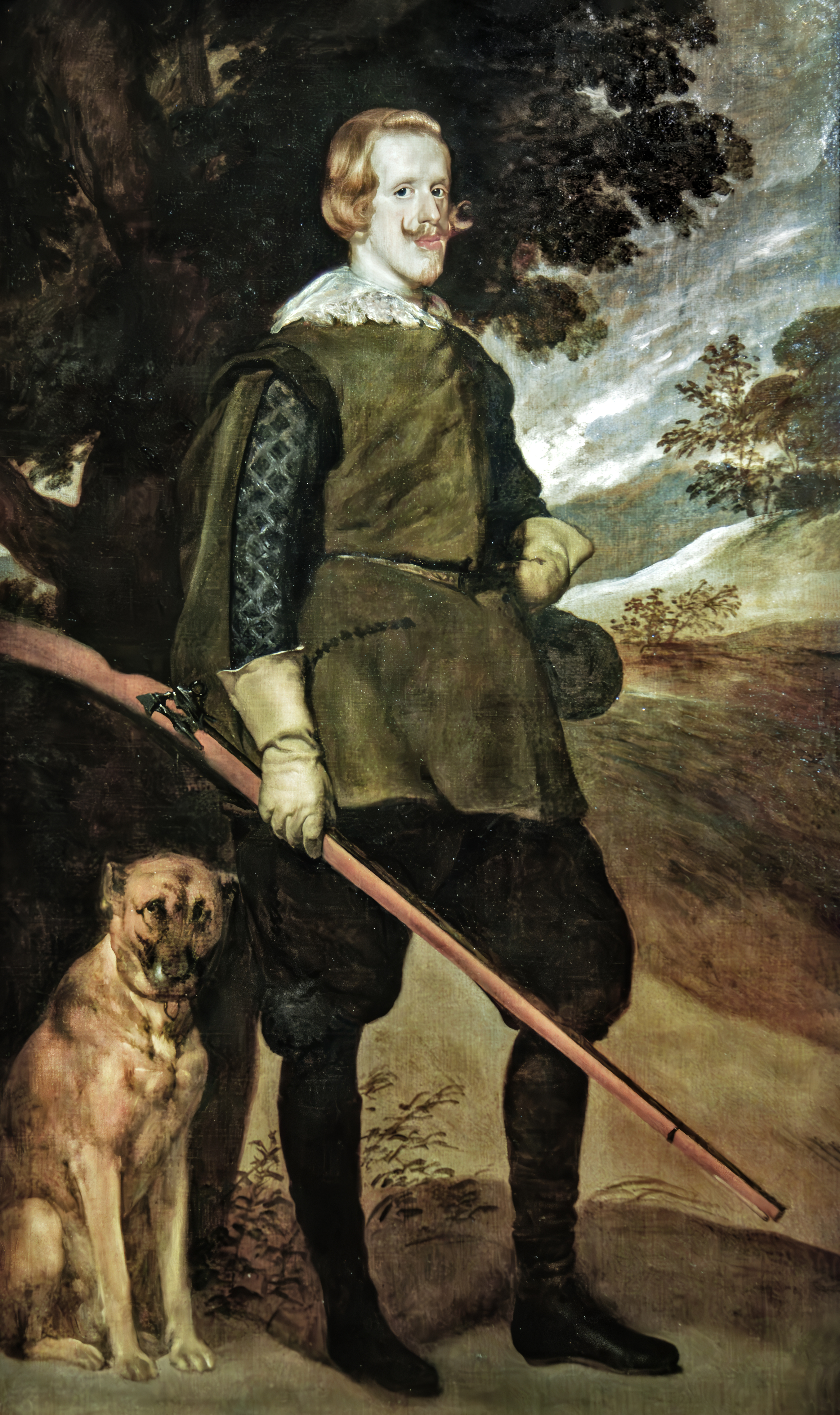
Diego Velázquez (Werkstatt): Philipp IV. als Jäger
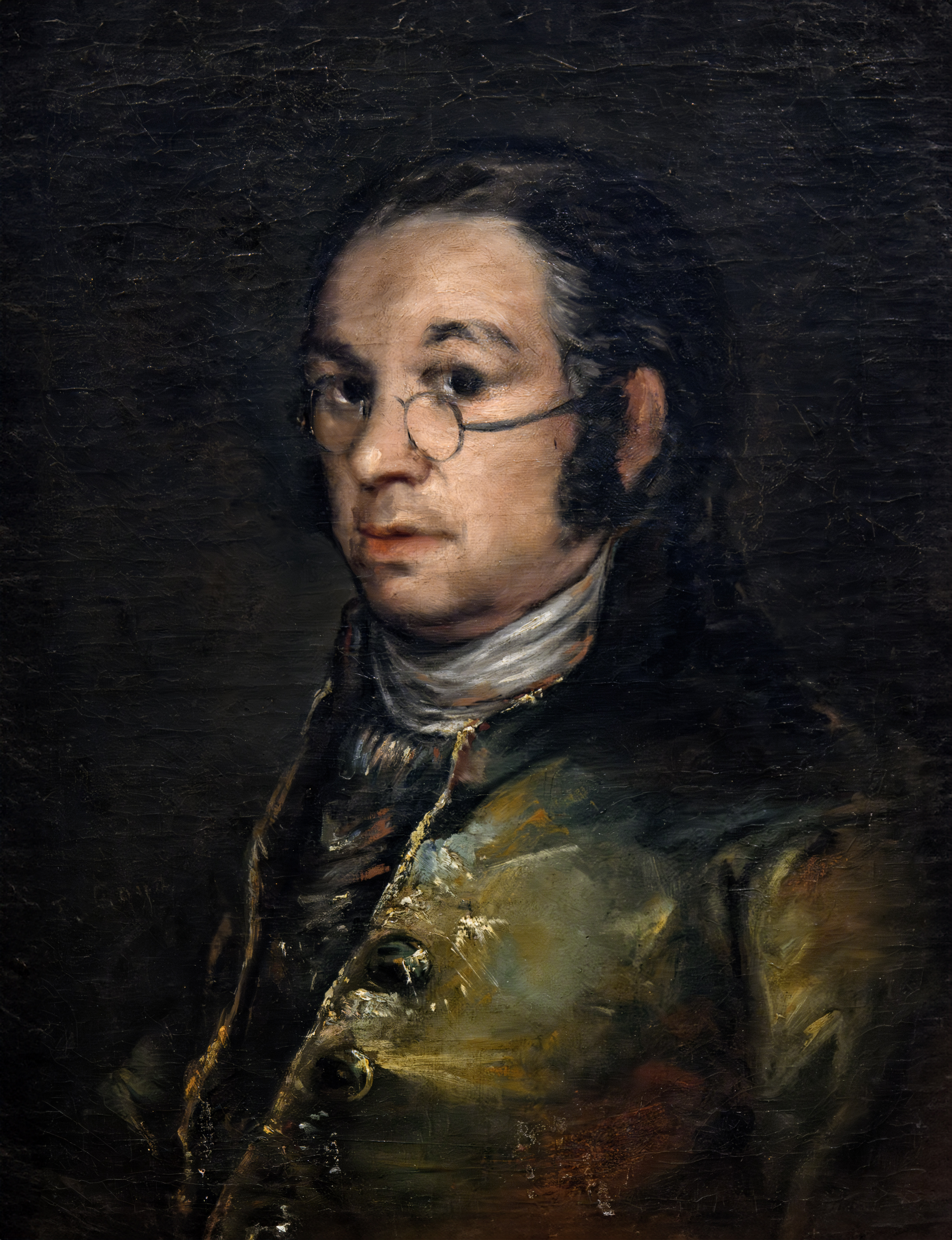
Francisco de Goya: Selbstbildnis
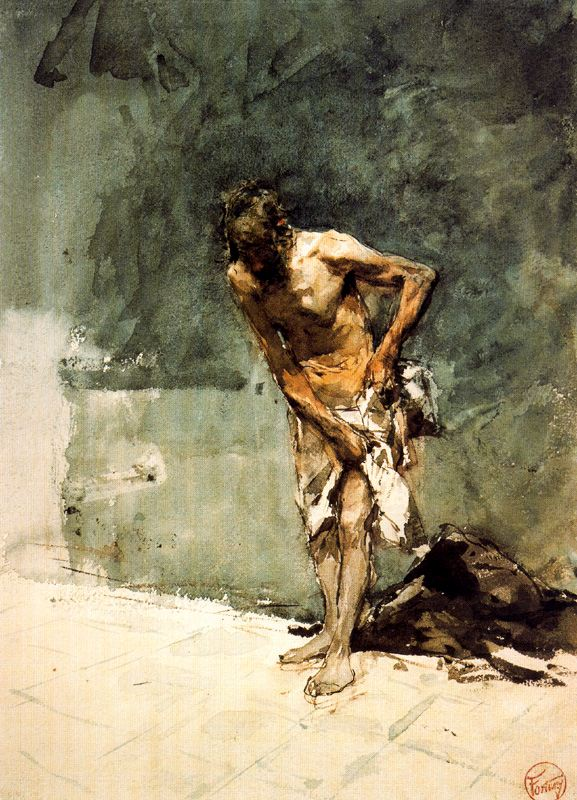
Mariano Fortuny: Hombre semidesnudo
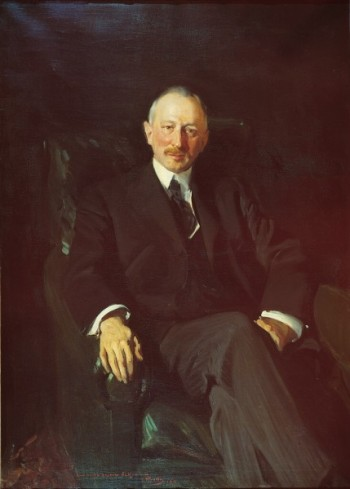
Joaquín Sorolla: Porträt Jacques Seligmann